# Hôtel de la Prévôté (Fontainebleau)
L’hôtel de la Prévôté est un bâtiment situé à Fontainebleau, en France. Il est partiellement inscrit aux monuments historiques depuis 1931.

## Situation et accès
L’édifice est situé au no 2 bis de la place d’Armes, dans le centre-ville de Fontainebleau. Plus largement, il se trouve dans le département de Seine-et-Marne, en région Île-de-France.

## Statut patrimonial et juridique
La façade et la toiture font l’objet d’une inscription au titre des monuments historiques par arrêté du 7 octobre 1931, en tant que propriété privée.